# Охраняемая природная территория
Охраняемая природная территория (в русскоязычной литературе часто используется термин особо охраняемая природная территория — ООПТ) — территория, требующая особой охраны из-за её природных, культурных или иных особенностей. Существует огромное количество охраняемых природных территорий в разных странах, уровень защиты которых зависит от каждого государства и международных организаций. Примерами являются природные и национальные парки, заповедники, заказники, памятники природы и другие природные объекты. Термин «охраняемая» включает в себя Marine Protected Area, чьи границы включают в себя часть морских пространств. В мире существует свыше 147 000 охраняемых территорий, это число постоянно увеличивается; охраняемые территории покрывают площадь в 19 300 000 квадратных километров или 13 % поверхности суши.

## Классификация
Международным союзом охраны природы разработана и утверждена международная классификация охраняемых природных территорий, состоящая из шести категорий (включая две подкатегории первой категории):
1. Ia — Строгий природный резерват (англ. Strict nature reserve) — территория дикой природы, допускается только научно-исследовательская деятельность и охранные мероприятия.
2. Ib — Территория дикой природы (англ. Wilderness area) — охраняемая территория, управляемая главным образом для сохранения дикой природы.
3. II — Национальный парк (англ. National park) — охраняемая территория, управляемая с целью сохранения экосистем, сочетающаяся с туризмом.
4. III — Природный памятник (англ. Natural monument) — охрана природных объектов/достопримечательностей.
5. IV -Управляемая природная территория с целью сохранения местообитаний и видов животных и растений (англ. Habitat/species management area).
6. V — Охраняемые наземные и морские ландшафты (англ. Protected landscape/seascape) — охрана наземных и морских ландшафтов и отдых.
7. VI — Охраняемые территории с управляемыми ресурсами (англ. Managed resource protected area) — щадящее использование экосистем.

## Международный статус охраняемых природных территорий

### Объект всемирного наследия
В 1972 году Генеральная конференция Организации Объединённых Наций по вопросам образования, науки и культуры ЮНЕСКО приняла конвенцию «Об охране всемирного культурного и природного наследия», которая вступила в действие в 1975 году. К октябрю 2016 года конвенцию ратифицировали 193 страны-участницы.
Ежегодно Комитет всемирного наследия проводит сессии, на которых присуждается «статус объекта всемирного наследия». По состоянию на 2018 год в Списке всемирного наследия — 1092 объекта, из которых 845 являются культурными, 209 — природными и 38 — смешанными. Эти объекты является охраняемыми территориями и расположены в 167 странах — членах Конвенции ЮНЕСКО об охране всемирного культурного и природного наследия. Каждый объект имеет свой идентификационный номер.
Присвоения статуса объекта всемирного природного наследия даёт следующие преимущества:
- является дополнительной гарантией сохранности и целостности уникальных природных комплексов,
- повышает престиж охраняемых природных территорий и управляющих ими учреждений,
- способствует популяризации включённых в Список объектов и развитию альтернативных видов природопользования (в первую очередь, экологического туризма),
- обеспечивает приоритетность в привлечении финансовых средств для поддержки объектов всемирного культурного и природного наследия, в первую очередь, из Фонда всемирного наследия,
- способствует организации мониторинга и контроля над состоянием сохранности природных объектов.

Государства, на территории которых расположены объекты всемирного наследия, берут на себя обязательства по их сохранению.

### Биосферные резерваты
Биосфе́рный запове́дник, биосферный резерват — особо охраняемая природная территория, создаваемая с целью сохранения природных экосистем и генофонда данного региона, изучения и мониторинга природной среды в нём и на примыкающих к нему территориях.
Биосферные заповедники создаются на основании международных и национальных программ под эгидой ЮНЕСКО. Организация ЮНЕСКО включила в единую всемирную сеть 564 национальных природных биосферных заповедников.
Согласно Положению о Всемирной сети биосферных резерватов «Сеть является инструментом сохранения биологического разнообразия и устойчивого использования его компонентов, внося таким образом вклад в достижение целей Конвенции о биологическом разнообразии и других соответствующих конвенций и актов.».
Биосферные заповедники создают на базе особо охраняемых природных территорий. Для разных территорий биосферных заповедников устанавливается дифференциальный режим охраны. Биосферные заповедники имеют три взаимосвязанные зоны, которые направлены на выполнение трёх дополняющих и усиливающих друг друга функций:
1. заповедная (основная), которая предназначена для сохранения и восстановления наиболее ценных природных и минимально нарушенных антропогенными факторами природных комплексов, генофонда растительности и животного мира;
2. буферная, которая окружает заповедную зону или примыкает к ней, выделяется с целью предотвращения негативного воздействия на заповедную зону хозяйственной деятельности на прилегающих территориях;
3. переходная (или антропогенных ландшафтов) является частью заповедника и объединяет территории с земле-, лесо-, водопользованием, поселениями, рекреацией и другими видами хозяйственной деятельности.

Особенностью биосферных заповедников является тот факт, что научные исследования, наблюдения за состоянием окружающей природной среды и другая деятельность осуществляются на международном уровне.
По данным ЮНЕСКО в мире имеется 669 биосферных заповедников в 120 странах, в том числе 16 трансграничных объектов. Они распределены на Земле следующим образом:
- 70 в 28 странах Африки
- 30 в 11 странах в арабских государствах
- 142 в 24 странах Азии и Тихого океана
- 302 в 36 странах в Европе и Северной Америке
- 125 в 21 странах Латинской Америки и Карибского бассейна.

### Водно-болотные угодья международного значения
Конвенция о водно-болотных угодьях, имеющих международное значение главным образом в качестве местообитаний водоплавающих птиц, была принята в феврале 1971 года в г. Рамсар (Иран), впоследствии были внесены поправки 1987 г. Реджайна, Саскачеван, Канада.
Согласно этой Конвенции водно-болотные угодья представляют собой охраняемые природные территории в виде болот, фенов, торфяных угодий или водоёмов — естественных или искусственных, постоянных или временных, стоячих или проточных, пресных, солоноватых или солёных, включая морские акватории, глубина которых при отливе не превышает шести метров, а под водоплавающими птицами понимаются птицы, экологически связанные с водно-болотными угодьями.
Конвенция представляет собой первый глобальный международный договор, целиком посвящённый одному типу экосистем или хабитатов (хабитаты — от англ. habitat, природные среды обитания какого-либо определённого биологического вида или видов). Примерами хабитатов могут послужить леса, подземные пещеры, пресные озёра и реки и т. д.). Водно-болотные угодья занимают промежуточное положение между сухопутной и водной системами.
По состоянию на 16 мая 2018 года участниками настоящей конвенции являются 170 государств, на территории которых находится 2 307 водно-болотных угодий международного значения общей площадью 228,9 млн га.

### Изумрудная сеть
Это совместный проект ЕС-Совета Европы, предусматривающий создание сети территорий особого природоохранного значения, которые определяют и сохраняют биологическое разнообразие стран Европы и некоторых африканских государств. Цель Изумрудной сети в соответствии с Бернской конвенцией об охране дикой фауны и флоры и природных сред обитания в Европе (1979 г) заключается в идентификации растений и животных, типов биотопов, требующих специальных охранных мер. При оценке территории для включения в Изумрудную сеть учитывается наличие здесь видов растений и животных, находящихся под угрозой исчезновения, представляет ли она собой важный пункт для миграции животных или птиц, встречается ли здесь уникальное местообитание.